# رغوة إطفاء حريق

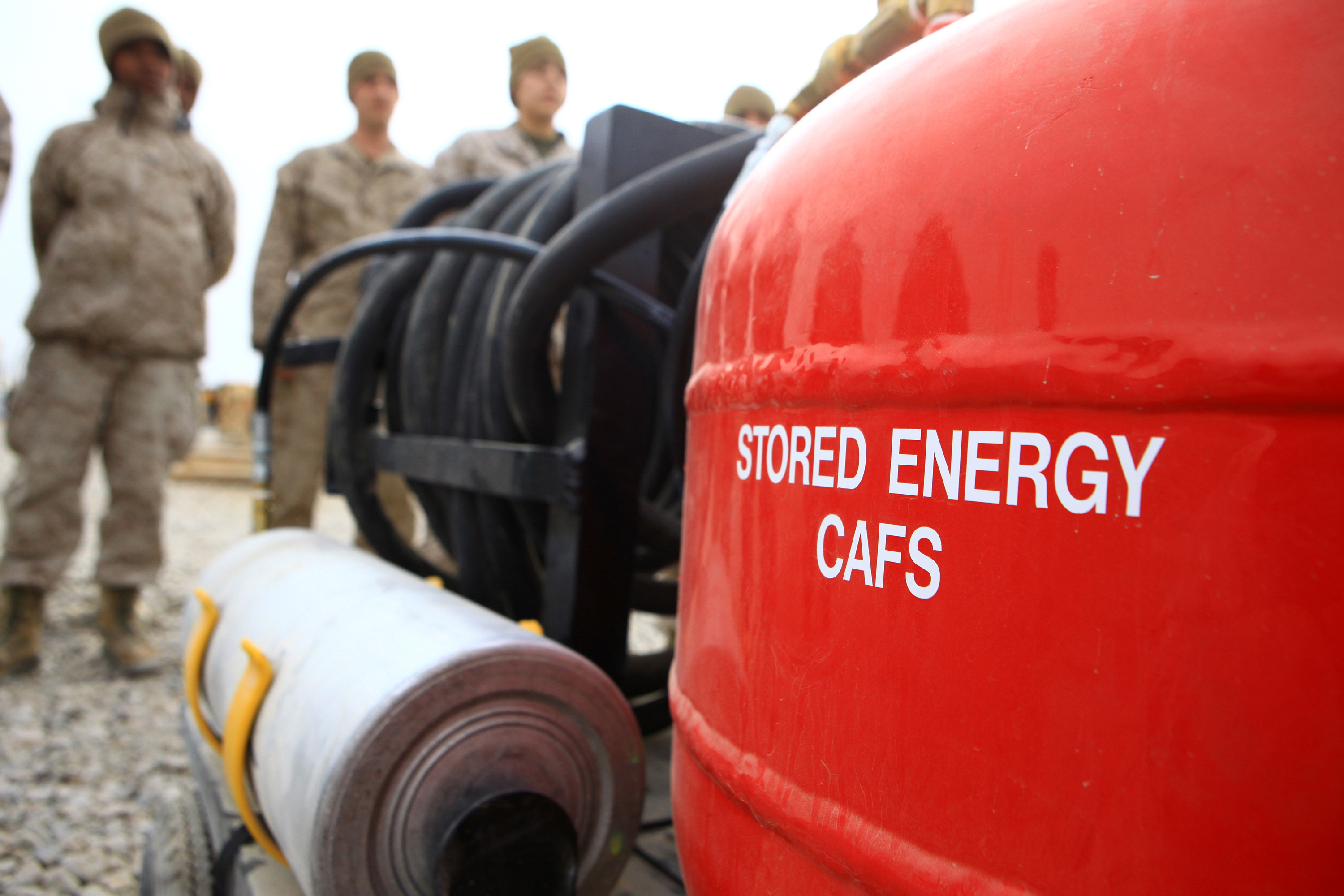
معدات تدريب إطفاء الحريق أثناء عملية تدريب للمارين في أفغانستان.

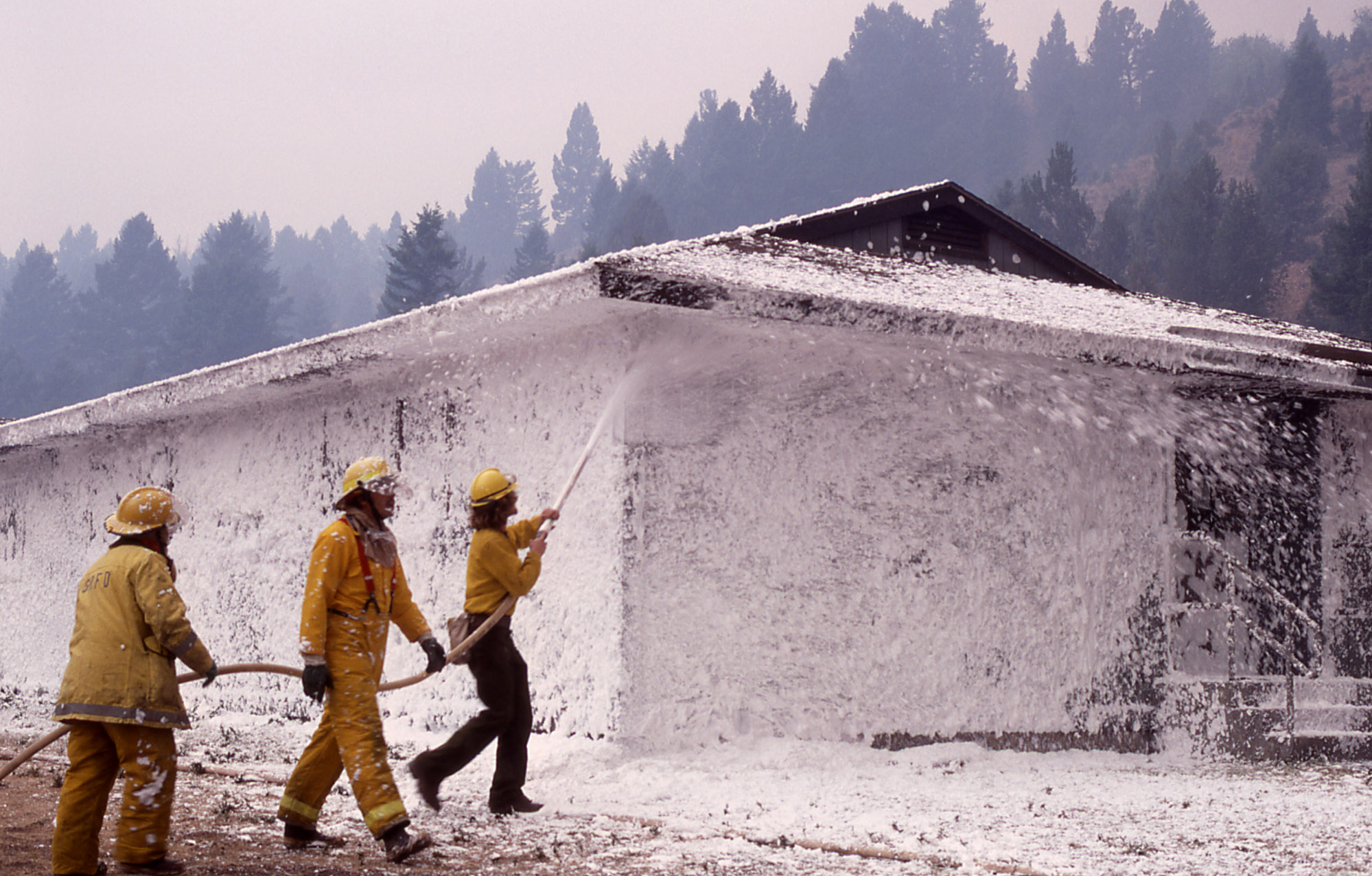
رجال الاطفاء يرشون الرغوة على المنشآت في ماموث الينابيع الساخنة التي نشبت في 10 سبتمبر 1988 خلال حرائق يلوستون.

رغوة إطفاء الحرائق هي رغوة تستخدم لإطفاء الحريق . دورها هو تبريد النار ونشر طبقة على الوقود، لمنع اتصاله مع الأكسجين ، مما يؤدي إلى قمع النار. تم اختراع رغوة مكافحة الحرائق من قبل المهندس والكيميائي الروسي الكسندر لوران في عام 1902, وهي تستخدم لإطفاء حرائق الزيوت ، البترول , الشحم والأصباغ . وهي مكونة من ماء ومواد عضوية تنتج الرغوة .
تعمل الرغوة على عزل سطح المادة عن الأوكسجين وتبريدها بالماء. كما يجب الانتباه إلى عدم توجيه الرغوة مباشرة على سطح السائل لان ذلك يجعل الرغاوى تندفع إلى أسفل سطح السائل المشتعل حيث تفقد فعاليتها. بالإضافة إلى احتمال تناثر السائل المشتعل في محيط المكان.
.

## مادة إطفاء الحرائق الرغوة ( FOAM )
وهي مادة مستخدمة في إطفاء الحرائق وتتكون من تجميع ثابت لفقاعات صغيرة ذات كثافة أقل من كثافة الزيت أو المياه وتعطى جودة في التماسك لتغطية الأسطح الأفقية وتتولد الرغوة الهوائية بواسطة خلط الهواء مع محلول مائي يحتوى على محلول الرغوة المركز بواسطة معدات ذات تصميم خاص لهذا الغرض وعند تدفق الرغوة فوق سطح السائل المشتعل تكون غطاءً متماسكاً مانعاً وصول الهواء لسطح السائل ومانعاً من انبعاث أبخرة السائل القابلة للإحتراق من الوصول للهواء ، ومن خصائص الرغوة أن تكون لها قدرة مقاومة التفكك نتيجة تعرضها للرياح أو الحرارة أو اللهب وأيضا قدرة العودة إلى التماسك عندما تتعرض لأي تمزق ميكانيكي .

## أنواع الرغوة

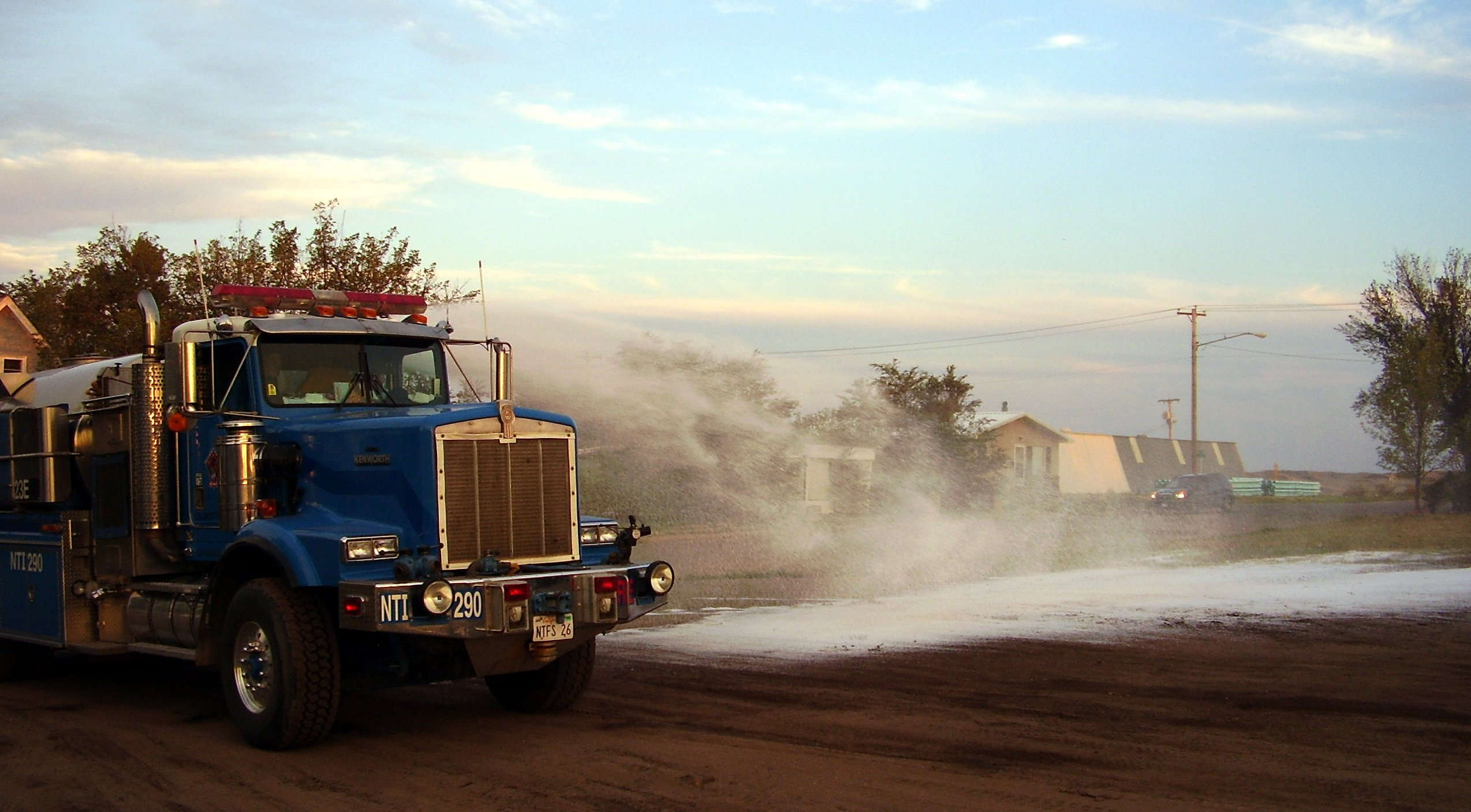
حريق شاحنة يظهر الفئة (أ) الرغوة في نظام CAFS

الرغاوي الفئة (أ) تم تطويرها في منتصف عام 1980م لمكافحة الحرائق البرية . فئة «أ» تمكن الرغاوي من خفض التوتر السطحي للماء، الذي يساعد في ترطيب وتشبع الفئة (أ) الوقود بالماء. هذا يمكن من إخماد.
وتنقسم الرغوة فيما يتعلق بالقدرة على الإنتشار إلى ثلاث فئات طبقا لطبيعة الاستخدام وهي :
1- الرغوة منخفضة الإنتشار Low expansion foam ويصل إنتشار ها بمعدل يصل إلى 20 حجم لمحلول الرغوة .
2- الرغوة متوسطة الإنتشار Medium expansion foam ويصل إنتشار ها بمعدل أكثر من 20 حتى 200 حجم لمحلول الرغوة .
3- الرغوة عالية الإنتشار High expansion foam ويصل إنتشارها بمعدل أكثر من 200 حتى 1000 حجم لمحلول الرغوة .

## أ‌-الرغوةالمركزة: Foam Concentrate
وهي سائل مركز مولد للرغوة ويشمل الأنواع التالية :

### النوع الأول:الرغوةالبروتينيةالمركزة Protein Foam
وتحتوى أساسا على نواتج من البروتين المحلل بالماء مضافا إليه مثبتات وموانع للتجمد والتأثير المتلف للمعدات أو ألأوعية الحاوية، ومقاومة للبكتريا والتحكم في اللزوجة، ويخفف السائل المركز بالماء لتكوين محلول بنسبة تتراوح بين 3% حتى 6% وتتعامل هذه الرغوة مع أنواع محدودة من المساحيق الكيماوية الجافة .

### النوع الثاني:الرغوةالفلوروبروتينيةالمركزة Flouroprotein Foam Concentrate
وهي تتماثل مع الرغوة البروتينية المركزة مضافا إليها مركبات صناعية فلور كربونية نشطة ذات فاعلية سطحية، وهي بالإضافة إلى كونها تشكل طبقة رقيقة تمنع تصاعد الأبخرة المتصاعد من سطح الوقود السائل ويخفف السائل المركز بالماء لتكون محلولاً بنسب تتراوح بين 3% حتى 6% وهي تتعامل مع أنواع محددة من المساحيق الكيماوية الجافة .

### النوع الثالث:الرغوةالصناعية المركزة Synthetic Foam Concentrate
وهي تتكون من وسائط رغوية خلاف البروتينات المحللة بالماء وتضمن الأنواع التالية :
1- الرغوة المركزة المشكلة لطبقة رقيقة مائية :(Acqueous film forming A.F.F.F)
وهي تتكون أساسا من عناصر فلورونية ذات فاعلية سطحية بالإضافة إلى مثبتات رغوية وهي عادة تخفف بالماء لتكون محلولا بنسب تتراوح بين 3% و6% والرغوة المنتجة من هذا المحلول تشكل حاجزاً على سطح الوقود السائل يمنع اتصال الهواء بالسطح وأيضاً تحول دون تصاعد أبخرة الوقود ويتعامل هذا النوع من الرغوة مع المساحيق الكيماوية الجافة .
2- رغاوي مركزة متوسطة وعالية الانتشار :Medium and high expansion foam concentrate
وهي عادة مشتقة من عناصر هيدروكربونية ذات فاعلية سطحية وتستخدم من خلال تجهيزات ذات تصميم خاص لإنتاج الرغاوي ذات انتشار بمعدل 20:1 حتى 1000:1 حجم لمحلول الرغوة .
3- رغوة أخرى صناعية مركزة : Other synthetic concentrate
وهي تتكون من عناصر هيدروكربونية ذات فاعلية سطحية ويجب أن تكون مدرجة في القوائم المعتمدة لوسائل مبللة أو رغوية وبصفة عامة فأن استعمالها محدود من خلال فوهات متنقلة لصب الرغوة على السوائل المنسكبة المشتعل فيها الحريق .

### النوع الرابع: الرغوة المركزة المقاومة للكحولات Alcohol resistant foam concentrate
تستخدم الرغوة المركزة المقاومة للكحول لإطفاء المواد القابلة للذوبان في الماء وغير ذلك من وقود له تأثير في تحطيم الرغوة البروتينية أو الصناعية كما وأنها تصلح لإطفاء حرائق الهيدروكربونات، ويوجد نوعين من هذه الرغوة إحداها يعتمد على قاعدة بروتينية أو فلوروبروتينية مضافا إليها عناصر مقاومة للذوبان في الماء والتي تشكل غطاء لحماية فقاقيع الرغوة، والنوع الثاني يكون مركبات مركزة صناعية وعناصر جيلاتينية لتحويط فقاقيع الرغوة بجدار يحميها من تأثير الوقود المؤثر على صلاحية الرغوة وتخفف الرغوة المركزة بالماء لتكون محلولا بنسب تتراوح بين 3% حتى 10% بما يتلائم مع طبيعة الخطر.

### النوع الخامس: الرغوة الكيماوية Chemical foam
وهي الرغوة التي تتكون نتيجة تفاعل ملح قلوي ( عادة بكربونات الصوديوم ) مع محلول لملح حمض ( عادة كبريتات الألومنيوم ) حيث يتولد غاز ثاني أكسيد الكربون الذي يتسبب في وجود وسيط رغوي في تكون فقاعات رغوة قوية مقاومة للحريق وهذا النوع بطل استخدامه واستبدل بالرغاوي الهوائية.